# Champ-de-Mars (Colmar)
Pour les articles homonymes, voir Champ de Mars.
Le Champ-de-Mars est un parc public de Colmar en Alsace. Il dispose de vastes espaces verts avec au centre une fontaine surmontée de la statue de l'amiral Bruat édifiée en 1864 et construite par Bartholdi.

## Localisation
Il est situé dans le quartier centre, non loin de la préfecture du Haut-Rhin.
On y accède par les avenues de la République, de la Marne, la rue Bruat, et la place Rapp.

## Historique
C'est à cet emplacement que fut aménagé en 1745, hors de la ville à cette époque, une promenade publique. Ajout d'un jardin d'agrément au sud en 1808.

## Caractéristiques
L'agencement de ce parc rappelle la croix de la légion d'honneur.
Dans la partie sud-ouest du parc est installé un carrousel avec sa galerie fermée, modèle unique en Europe par son envergure.

## Sites remarquables
Sur cette place se trouvent des édifices remarquables.

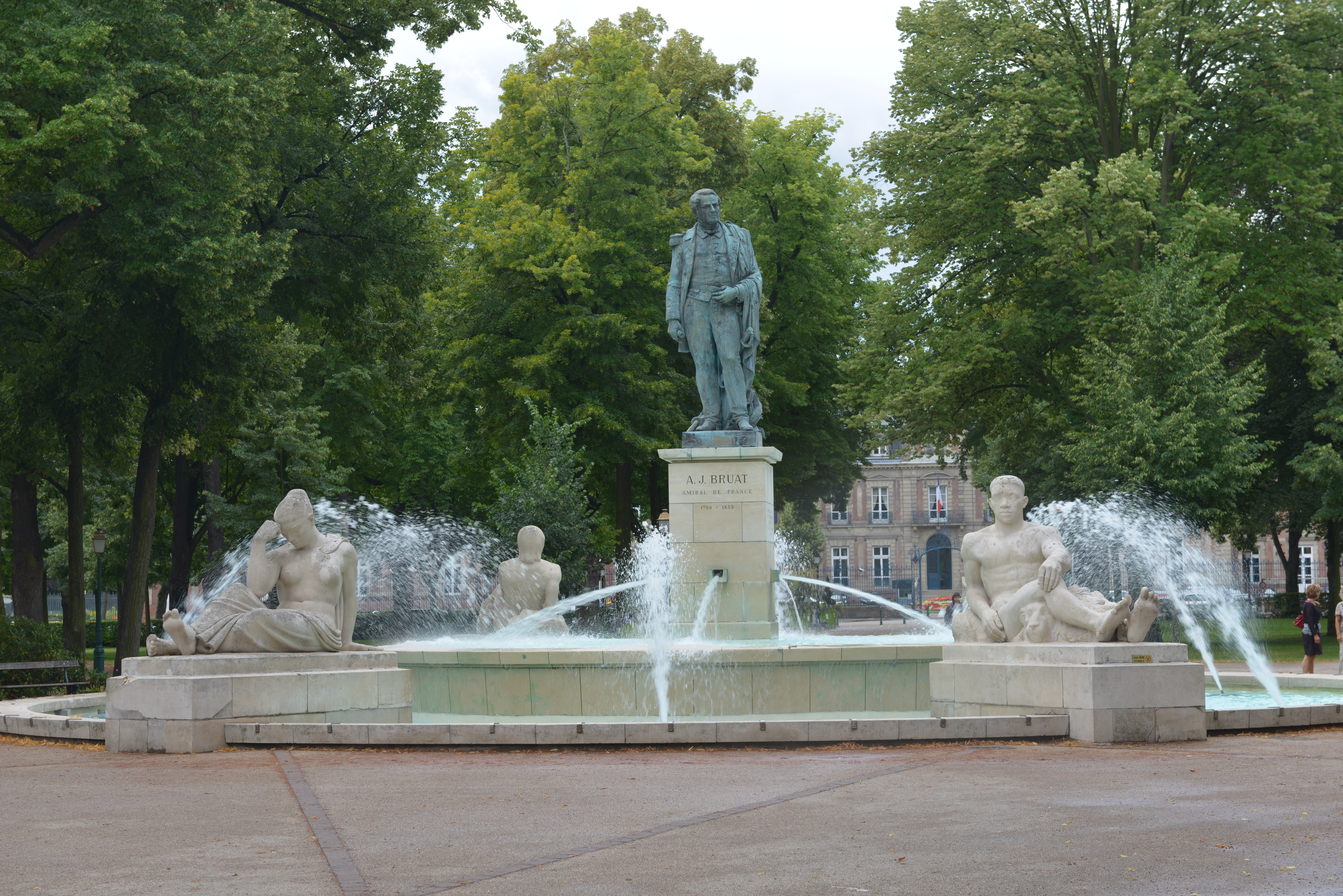
Statue de l'amiral Bruat (1864) Classé MH (1946)
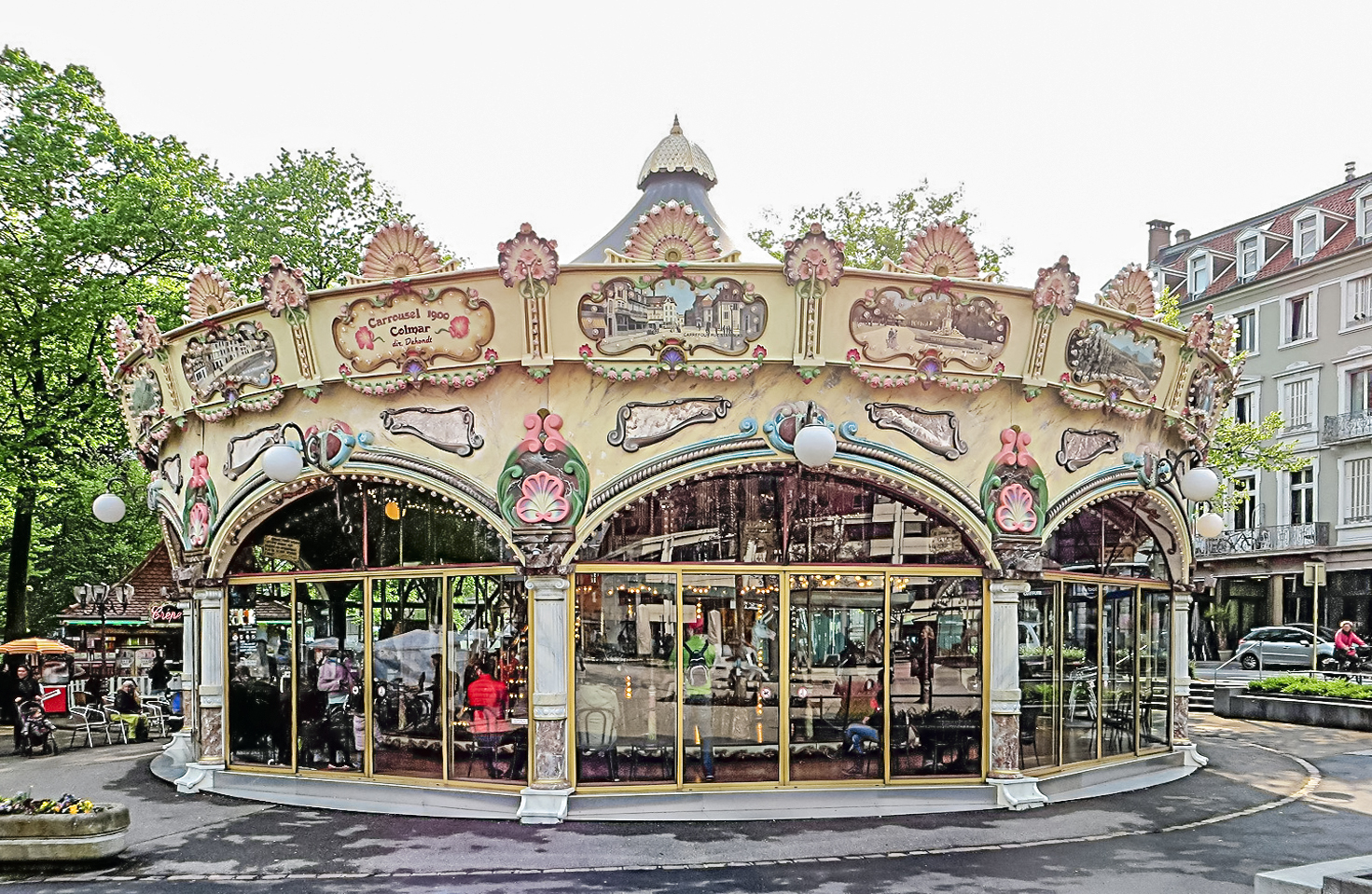
Un carrousel 1900.
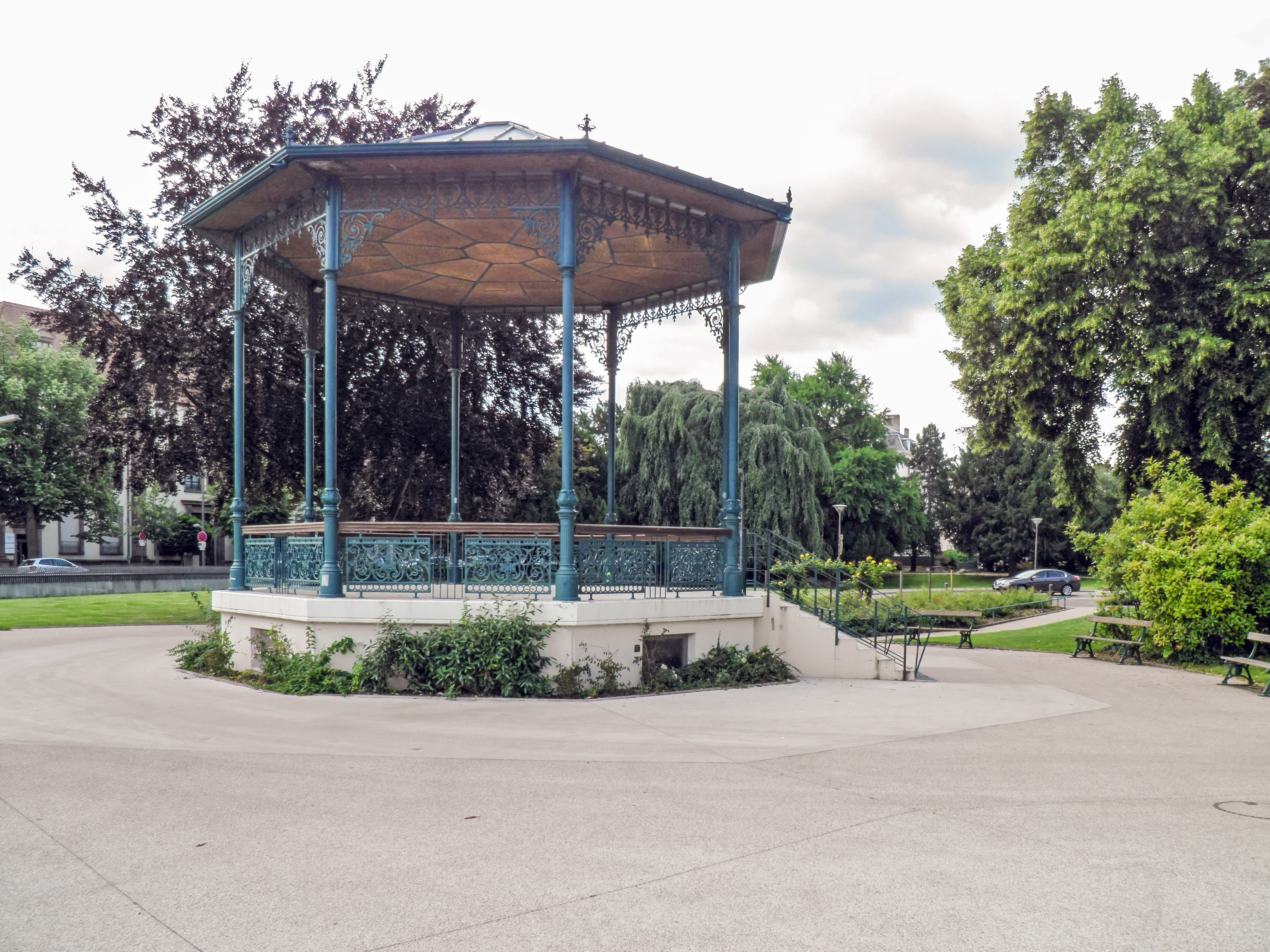
Un kiosque à musique.